# Guerman Apujtin
Guerman Nikoláyevich Apujtin (en ruso: Герман Николаевич Апухтин; 12 de junio de 1936 – 2003), fue internacional con la selección de la Unión Soviética, con quien se proclamó campeón de la Eurocopa 1960.

## Selección nacional
Debutó con la selección de la URSS el 1 de junio de 1957 en un amistoso contra Rumanía. Jugó en la Copa Mundial de la FIFA de 1958. Fue seleccionado para la primera Copa de Europa de Naciones en 1960 , donde los soviéticos fueron campeones, pero no jugó en ningún partido del torneo.

### Participaciones en Eurocopas
| Torneo        | Sede    | Resultado |
| ------------- | ------- | --------- |
| Eurocopa 1960 | Francia | Campeón   |